# Introduzione alla metafisica
Introduzione alla metafisica (in tedesco: Einführung in die Metaphysik) è un'opera del filosofo tedesco Martin Heidegger. Consiste nella versione pubblicata del corso di lezioni che egli tenne nel semestre estivo del 1935 presso l'Università di Friburgo in Brisgovia, con l'aggiunta di alcune integrazioni. L'opera è stata per la prima volta pubblicata a Tubinga nel 1953 ed è entrata, al volume 40, nella Gesamtausgabe, pubblicata dalla casa editrice Vittorio Klostermann di Francoforte sul Meno nel 1983. In lingua italiana è stata tradotta da Giuseppe Masi e pubblicata dalla casa editrice Mursia di Milano nel 1968 con una introduzione di Gianni Vattimo.

## Capitolo I: la domanda metafisica fondamentale
L'opera si compone di quattro capitoli, il primo dei quali si intitola Die Grundfrage der Metaphysik (in italiano La domanda metafisica fondamentale). Nelle lezioni riportate in questo capitolo Heidegger intende rispondere alla domanda perché vi è l'"ente" piuttosto che il "nulla" (Warum ist überhaupt Seiendes und nicht vielmehr Nichts?), intendendo come "ente" (Seiendes, anche tradotto come "essente") ciò che nella cultura greca veniva indicato come φύσις (phýsis). Tale domandare non è un fatto qualunque ma un accadimento particolare, accadimento che Heidegger indica come "evento" (Geschehnis). Tale domanda sul "perché", come le altre in essa radicate e in cui essa stessa si svolge, non è paragonabile a nessun'altra domanda. Porre questa domanda è "interrogare fino in fondo", esaurire l'inesauribile, e quando ciò avviene c'è "filosofia", della quale Heidegger dà una definizione, in negativo:
Die Philosophie ist daher auch kein Wissen, das man wie handwerkliche und technische Kenntnisse unmittelbar anlernen, das man wie wirtschaftliches und überhaupt Berufswissen unmittelbar anwenden und jeweils auf seine Nutzbarkeit verrechnen könnte.
Aber, was nutzlos ist, kann doch und erst recht eine Macht sein. Was den unmittelbaren Widerklang in der Alltäglichkeit nicht kennt, kann mit dem eigentlichen Geschehen in der Geschichte eines Volkes im innigsten Einklang stehen. Es kann sogar dessen Vorklang sein. Was unzeitgemäß ist, wird seine eigenen Zeiten haben. Das gilt von der Philosophie. Daher läßt sich auch nicht an sich und allgemein ausmachen, was Aufgabe der Philosophie ist und was demzufolge von ihr gefordert werden muß. Jede Stufe und jeder Anfang ihrer Entfaltung trägt in sich das eigene Gesetz. Nur was die Philosophie nicht sein und leisten kann, läßt sich sagen.»
Perciò la filosofia non è nemmeno un sapere tale da potersi apprendere immediatamente, com’è delle conoscenze tecniche o di mestiere, né un sapere da potersi immediatamente applicare, come quello economico o quello, in genere, professionale, che, di volta in volta, si può apprezzare in base alla sua utilità. Ma ciò che non è utilizzabile può nondimeno, anzi più di ogni altra cosa, costituire una potenza. Quello che non possiede alcuna immediata risonanza nella vita di tutti i giorni può stare in intima consonanza con l’accadere autentico della storia di un popolo. Può perfino costituirne l’annuncio profetico. Quanto è ora inattuale avrà il suo tempo adatto. Questo vale per la filosofia. Pertanto non si può nemmeno stabilire quale sia, in linea generale, il compito vero e proprio della filosofia e quello che ci si deve, per conseguenza, attendere da essa. Ogni tratto e ogni grado del suo sviluppo reca in sé la propria norma. La sola cosa che si possa dire è quello che la filosofia non può essere e non può dare.»
(10-11/20)
Quindi, parafrasando Friedrich Nietzsche, Heidegger riassume il filosofare come:
(15/24)
I Greci, avverte Heidegger, non hanno appreso dai fenomeni della natura cosa sia la φύσις, ma, viceversa, è stato il loro modo poetico di pensare all'essere che gli ha rivelato la natura della φύσις. In questo senso la φύσις è sia il cielo che la terra, sia gli uomini che gli animali, le piante e le pietre, sia la storia umana opera congiunta di uomini e dèi, ma soprattutto la φύσις intende gli dèi stessi in quanto sottoposti al "destino". Quindi, ricorda Heidegger, φύσις è lo "schiudentesi imporsi" e il perdurare dominato da esso (Φύσις meint das aufgehende Walten und das von ihm durchwaltete Währen). I Greci, dunque, indicavano l'Ente nella sua totalità come φύσις, quindi φύσις indica anche lo "psichico" e lo "spirituale".
Quando ci domandiamo cosa sia l'ente come tale, τά φύσει οντα, andiamo a indagare al di là (μετά) delle sue singole manifestazione, ci poniamo come μετά τά φυσικά, ovvero poniamo una domanda "metafisica". Per questa ragione la domanda: "Perché c'è l'ente e non il nulla" è la domanda metafisica fondamentale. In realtà, il "problema dell'essere" (Seinsfrage) acquisisce il suo senso se si pone sull'"essere come tale”, e non ponendola in modo “metafisico", ovvero sull'"ente come tale”. L'essere come tale è "nascosto alla metafisica” occidentale, la quale in fondo è sempre rimasta una fisica. 
Riproponendo la domanda “perché c’è l’ente anziché il nulla?", Heidegger nota come la prima parte riguarda appunto l'ente, mentre l'indagine sul "nulla" (Nichts) apparentemente è superflua, in quanto "il nulla è semplicemente nulla" (Nichts ist einfach nichts): "chi parla del nulla non sa assolutamente quello che fa". Tuttavia, a un'indagine più approfondita, la domanda che implica il "nulla" potrebbe chiedere per quale ragione l'ente è sottratto alla possibilità del "non-essere". La domanda fa quindi oscillare l'ente tra l'essere e il non-essere, essa cerca quel fondamento (Grund) come decisione dell'ente contro il nulla. 
Ponendo l'esempio di un gesso utilizzato per scrivere su una lavagna, Heidegger nota come le sue caratteristiche di ente ci siano immediatamente presenti, colore, sostanza, friabilità, ma ci sfugge il suo "essere" a meno che non lo facciamo coincidere con l'ente. Ma è proprio la domanda "Perché c'è l'ente e non il nulla" che risveglia la dimensione dell'essere dell'ente. Quindi la domanda metafisica, in ultima analisi, mira all'essere e ci costringe a porci una seconda domanda, la domanda preliminare: "Che cosa ne è dell'essere" (Wie steht es um das Sein?). Più indaghiamo gli enti, più ne descriviamo le caratteristiche, più ci sfugge il loro “essere”: dove si trova, in cosa consiste l’essere ? come si rivela ? L’essere è una semplice parola, in quanto concetto generalissimo, oppure da essa dipende il destino spirituale dell’Occidente ? È forse possibile "che l’uomo, che i popoli, nei loro più grandi affari ed imprese, intrattengano una relazione con l’essente” (ossia il mondo), “e ciononostante siano caduti da gran tempo fuori dall’essere, senza saperlo; e che proprio questa sia la ragione più intima e imponente della loro decadenza ?”.

## Capitoli II, III, IV
Prosegue l’indagine sulla domanda preliminare: cosa ne è dell’essere? (ossia qual è la sua essenza?). Esaminando la grammatica e l’etimologia della parola “essere” (capitolo II), ne risulta una parola vuota e dal significato evanescente. Che tuttavia noi comprendiamo, in quanto non dubitiamo che l’essere sia diverso dal non-essere (capitolo III). La domanda preliminare resta dunque aperta ed è anzi la cosa più degna di discussione, benché il significato della parola sia stato obliterato.
Nel capitolo IV, Heidegger esamina le "limitazioni dell’essere”, ossia quei concetti a cui abitualmente esso viene contrapposto: essere e divenire, essere e apparenza, essere e pensare, essere e dover-essere. Particolarmente decisiva è la distinzione con il pensiero, in quanto da essa deriva la particolare concezione occidentale dell’essere. Occorre intendere l’essere una maniera “originaria”, ossia come l’intendevano i Greci (pre-socratici). Heidegger esamina alcuni frammenti di Parmenide ed Eraclito, mostrando che tra i due (benché tradizionalmente considerati pensatori opposti) non vi sia un reale contrasto.
Come già era emerso dall’analisi linguistica della parola, e sul suo uso nel discorso comune, in origine “essere" aveva una molteplicità di significati, tra loro connessi:
- Schiudersi (Aufgehen), prodursi
- Imporsi (Walten), predominare
- Apparire (Scheinen), mostrarsi, venire in luce, essere presente (Anwesen)
- Permanere, essere stabile (Standig)
- Venire in posizione (zum Stand), stare eretto
- Svelamento (con cui Heidegger traduce il greco Aletheia)
- Raccoglimento, insieme raccolto (così Heidegger traduce il greco Logos)

Heidegger reinterpreta alcuni termini-chiave del pensiero greco, il cui vero significato è andato perduto. Fusis è lo schiudentesi permanente imporsi, Ousia è la costante presenza. L'essenza dell’uomo si determina in base all’essenza dell’essere, così inteso. La definizione dell’uomo come “animale razionale” è fuorviante, "zoologica”. L’essere-uomo, invece, è fondato nell’apertura dell’essere: "esistenza dell’uomo storico significa esser posto come varco in cui la strapotenza dell’essere apparendo irrompe”.
Tale concezione originaria dell’essere subisce una trasformazione con l’avvento della filosofia greca classica (Platone e Aristotele), cui fa seguito l'intera filosofia occidentale. L’essere, da fusis, viene ora inteso come idea, l’evidenza, ciò che si offre alla vista: un apparire in uno spazio già preparato e precostituito dall’uomo. Il logos (raccoglimento) diventa enunciazione. La verità, da svelamento, diventa una proprietà dell’enunciazione, ossia la sua giustezza, la corrispondenza con l’essente. Prende avvio il razionalismo, il primato del pensiero: il logos, divenuto ragione, si pone di fronte all’essere, attribuendosi una giurisdizione su di esso. Fino a che l’essere, pensato matematicamente, diviene qualcosa di cui si può disporre nell’ambito della moderna tecnica. Il capitolo IV si conclude con la constatazione che ciò che si contrappone all’essere (divenire, apparenza, pensare, dover-essere) è, in ultima analisi, esso stesso essente: il concetto tradizionale di essere non basta a designare tutto ciò che è.